# Ducado Unido del Báltico

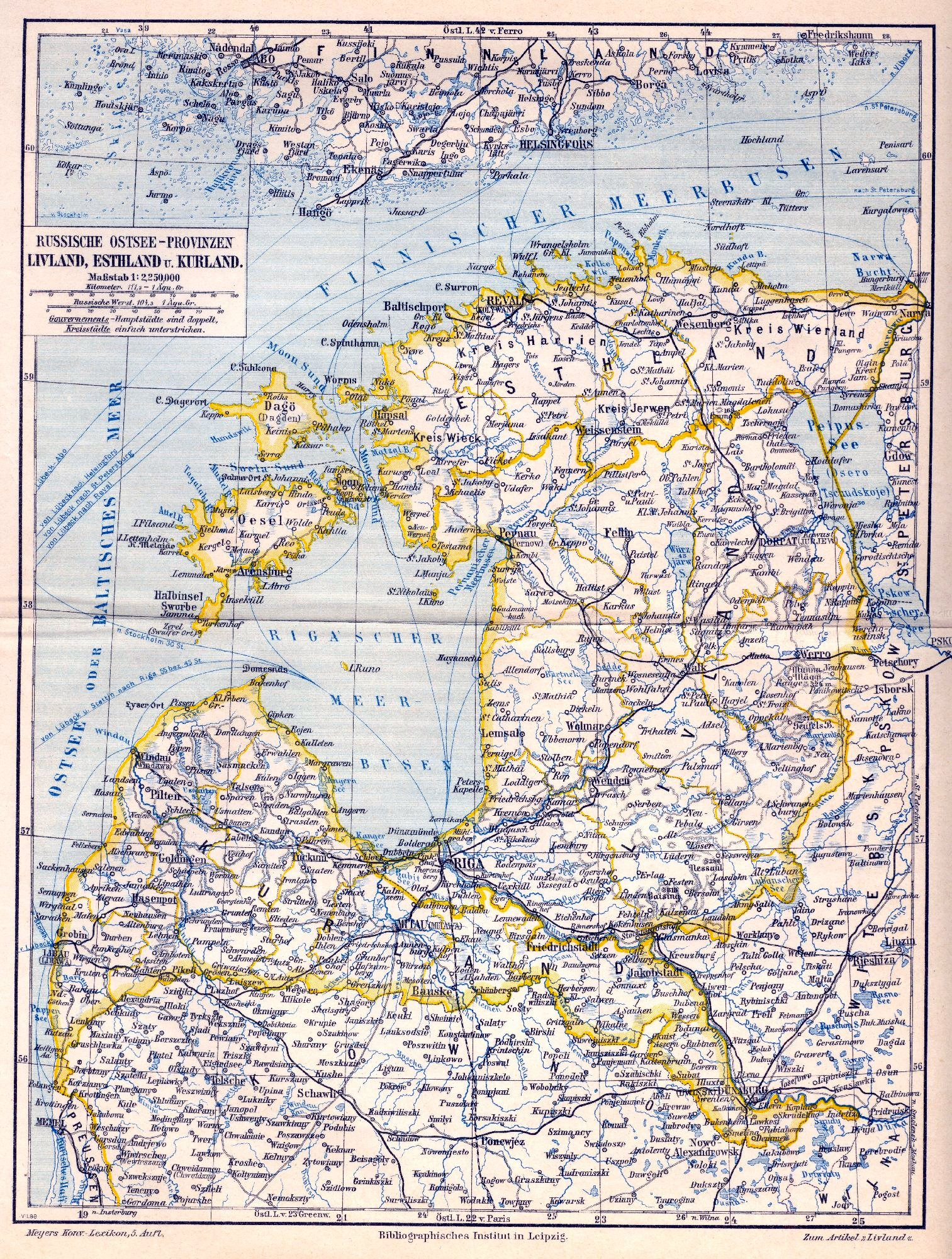
Gobernación de Curlandia, Gobernación de Livonia, Gobernación de Estonia del Imperio ruso antes de la Revolución de febrero de 1917.

El propuesto Ducado Unido del Báltico, también conocido como Gran Ducado de Livonia, fue un estado propuesto por la nobleza alemana del Báltico y la nobleza rusa exiliada después de la Revolución rusa y la ocupación alemana de las gobernaciones de Curlandia, Livonia y Estonia pertenecientes al Imperio ruso.
La idea comprendía los territorios de Estonia y Letonia, e incluía la creación de un Ducado de Curlandia, así como un Ducado de Estonia y Livonia que estarían en unión personal con la Corona de Prusia, bajo los territorios ocupados por el Imperio alemán en el Ober Ost (región Oriental), antes del fin de la I Guerra Mundial, cubriendo los territorios de la Livonia Medieval.

## Antecedentes
Durante la I Guerra Mundial, los ejércitos alemanes habían ocupado la gobernación de Curlandia del Imperio ruso hacia el otoño de 1915. El frente se situó a lo largo de una línea extendida entre Riga, Daugavpils y Baranovichi.
Tras la Revolución de Febrero en Rusia, fue creada la Gobernación Autónoma de Estonia el 12 de abril de 1917, a partir de la anterior Gobernación de Estonia y la parte septentrional de la Gobernación de Livonia. Después de la Revolución de Octubre, la elegida Asamblea Provincial de Estonia se declaró a sí misma como el poder soberano en Estonia el 28 de noviembre de 1917, y entonces, el 24 de febrero de 1918, un día antes de las llegada de las tropas alemanas, fue emitida la Declaración Estonia de Independencia. Por su parte, los aliados occidentales reconocieron la República de Estonia de facto en mayo de 1918.
El Consejo Nacional de Letonia fue proclamado el 16 de noviembre de 1917. El 30 de noviembre del mismo año, el Consejo declaró la autonomía de la provincia letona dentro de las fronteras etnográficas, y fue declarada una república letona independiente el 25 de enero de 1918.
Después de la Revolución rusa, tropas alemanas habían empezado a avanzar desde Curlandia, y para el final de febrero de 1918, el ejército germano administraba los territorios de las antiguas gobernaciones rusas de Livonia y Estonia que habían declarado la independencia. Con el Tratado de Brest-Litovsk del 3 de marzo de 1918, la Rusia bolchevique aceptaba la pérdida de la Gobernación de Curlandia, y por acuerdos concluidos en Berlín el 27 de agosto de 1918, la pérdida de la Gobernación Autónoma de Estonia y la Gobernación de Livonia.

## Intentos de crear el Ducado Unido del Báltico

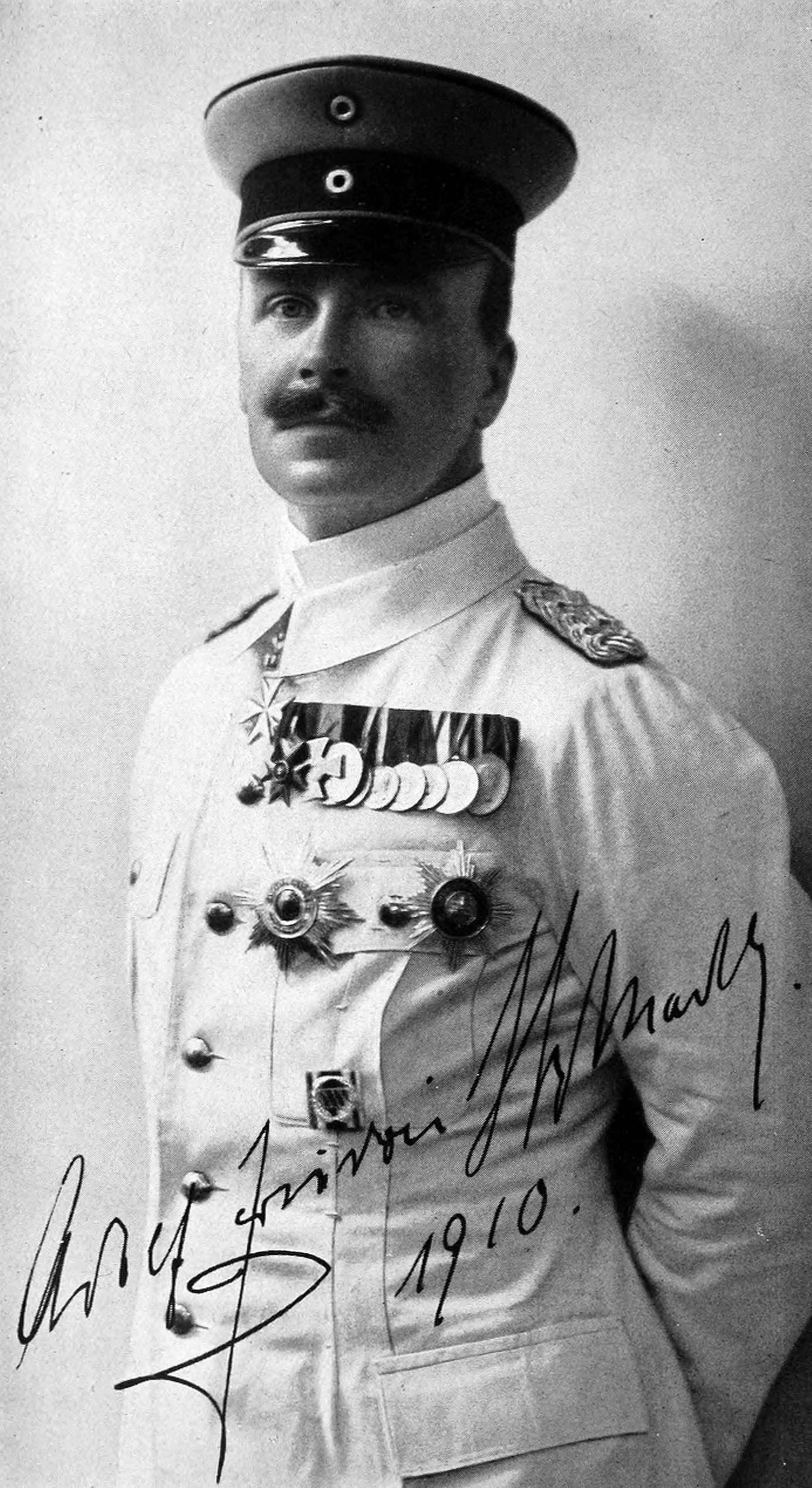
El duque Adolfo Federico de Mecklemburgo en 1910.

Como movimiento político paralelo bajo la administración militar germana, alemanes del Báltico empezaron a formar consejos provinciales entre septiembre de 1917 y marzo de 1918. El 12 de abril de 1918, una Asamblea Provincial compuesta de 35 alemanes del Báltico, 13 estonios, y 11 letones, aprobó una resolución llamando al emperador alemán al reconocimiento de las provincias bálticas como una monarquía y a convertirlas en un protectorado alemán.
El 8 de marzo y el 12 de abril de 1918, el Kurländische Landesrat y el Vereinigter Landesrat de Livland, Estland, Riga, y Ösel, parlamentos locales dominados por los alemanes del Báltico, se declararon a sí mismos estados independientes, conocidos como Ducado de Curlandia y Ducado del Estado Báltico, (Baltischer Staat) respectivamente. Ambos estados proclamaron públicamente estar en unión personal con el reino de Prusia, aunque el gobierno germánico nunca respondió a esta reclamación de reconocimiento.
Los territorios bálticos fueron nominalmente reconocidos como un estado soberano por el emperador Guillermo II solamente el 22 de septiembre de 1918, medio año después de que la Rusia soviética hubiera formalmente abandonado toda autoridad sobre sus anteriores provincias bálticas imperiales en favor de Alemania, en el Tratado de Brest-Litovsk. El 5 de noviembre de 1918, fue formado un Consejo de Regencia temporal (Regentschaftsrat) para el nuevo estado encabezado por el barón Adolf Pilar von Pilchau, en base conjunta de los dos consejos territoriales locales formados.
La capital del nuevo estado debía ser Riga; debía ser una confederación de siete cantones: Kurland (Curlandia), Riga, Lettgallen (Letgalia), Südlivland (Livonia Meridional), Nordlivland (Livonia Septentrional), Ösel (Saaremaa), y Estland (Estonia), los cuatro primeros cantones cubriendo así el territorio correspondiente a la actual Letonia, y los tres últimos a la correspondiente Estonia actual.
El primer jefe de Estado del Ducado Unido del Báltico debería haber sido el duque Adolfo Federico de Mecklemburgo, no como un monarca soberano, sino como un subordinado del Káiser alemán, en forma similar a otros duques y grandes duques del Imperio alemán. Pero Adolfo Federico nunca asumió el cargo. El Consejo de Regencia elegido consistente en cuatro alemanes del Báltico, tres estonios, y tres letones, funcionó hasta el 28 de noviembre de 1918, sin ningún reconocimiento internacional, excepto el de Alemania.
En octubre de 1918, el Canciller alemán, el príncipe Maximiliano de Baden, propuso reemplazar la autoridad militar en el Báltico por una autoridad civil. La nueva política fue fijada en un telegrama del Ministerio de Exteriores alemán a la administración militar del Báltico: El gobierno del Reich es unánime al respecto del cambio fundamental en nuestra política hacia los países bálticos, es decir, en primera instancia la política debe hacerse con los pueblos bálticos.

## Letonia independiente
El 18 de noviembre de 1918, Letonia proclamó la independencia. En Estonia, la administración militar alemana transmitió el poder al Gobierno de Estonia encabezado por Konstantin Päts. El 7 de diciembre de 1918, en Letonia, los alemanes formalmente entregaron la autoridad al gobierno nacional letón encabezado por Kārlis Ulmanis.
Fue formado el Baltische Landeswehr (Ejército Báltico) por parte del gobierno del Ducado Unido del Báltico como su fuerza de defensa nacional. Al tomar el mando del Baltische Landeswehr, el mayor Alfred Fletcher, respaldado por los terratenientes bálticos de origen alemán, comenzó la sustitución de tropas letonas locales por alemanes bálticos y otros alemanes étnicos (Reichsdeutsche). Simultáneamente, oficiales alemanes tomaron la mayoría de posiciones de comando. En su libro Vanguard of Nazism: The Free Corps Movement in Postwar Germany, 1918-1923, el autor Robert G.L. Waite señala: "Para mediados de febrero de 1919, los letones étnicos componían menos de un quinto de su propio ejército". Los británicos retrocedieron después de reconocer la gravedad militar de la situación, y unidades del Ejército Blanco ruso y Freikorps avanzaron y capturaron Riga el 22 de mayo de 1919.
Después de la captura de Riga, los Freikorpos fueron acusados de matar a 300 letones en Jelgava, 200 en Tukums, 125 en Daugavgrīva, y más de 3.000 en Riga. Después de tomar parte en la captura de Riga, en junio de 1919, el general von der Goltz ordenó a sus tropas no avanzar hacia el este contra el Ejército Rojo, como esperaban los aliados, sino hacia el norte, contra los estonios. El 19 de junio de 1919, la División de Hierro y unidades del Landeswehr lanzaron un ataque para capturar zonas en torno a Cēsis (Wenden); el Baltische Landeswehr continuó su avance contra la costa estonia preparatoria para un empuje contra Petrogrado. No obstante, el Baltische Landeswehr fue derrotado por la 3.ª División Estonia (liderada por Ernst Põdder) y la Brigada Norte Letona en la batalla de Cēsis, 19-23 de junio de 1919.
En la mañana del 23 de junio de 1919, los alemanes empezaron una retirada general hacia Riga. Los Aliados de nuevo insistieron en que los germanos retiraran sus tropas restantes de Letonia, e intervinieron en imponer un alto el fuego entre los estonios y los Freikorps cuando los primeros estaban a punto de marchar hacia Riga. Mientras, una misión aliada bajo el mando del general Sir Hubert de la Poer Gough llegó al Báltico para obligar a los alemanes a abandonar la región y organizar los ejércitos locales de los estados Bálticos.

## Consecuencias
La derrota de Alemania en la I Guerra Mundial en noviembre de 1918, seguida de la derrota en 1919 del Baltische Landeswehr y unidades Freikorps alemanas del general Rüdiger von der Goltz en Letonia por parte de la 3.ª División Estonia y la Brigada Norte Letonia, se tradujo en la irrelevancia del Ducado Unido del Báltico.
Para asegurar el retorno a control letón, el Baltische Landeswehr fue puesto bajo autoridad británica. Después de tomar el comandamiento del Baltische Landeswehr a mediados de julio de 1919, el teniente coronel Harold Alexander (el futuro Alejandro de Túnez), gradualmente descartó los elementos alemanes (bálticos) del ejército. Las naciones bálticas de Estonia y Letonia entonces fueron fundadas como repúblicas.